# 1933 w nauce

## Nauki przyrodnicze i ścisłe

### Fizyka
- odkrycie efektu Meissnera
- przeprowadzenie doświadczenia Kennedy’ego-Thorndike’a

### Matematyka
- Sformułowanie twierdzenia Borsuka-Ulama

## Nagrody Nobla
- Fizyka – Paul Adrien Maurice Dirac, Erwin Schrödinger
- Chemia – nie przyznano
- Medycyna – Thomas Hunt Morgan